# Сонячне божество
Сонячне божество — поклоніння Сонцю, яке іноді означується як латинське Sol: англійське Sun походить від протогерманського Sunnǭ.

## Опис
Неолітичне поняття «сонячного човна» (також «сонячної енергії», «сонячної барки» — міфологічне зображення сонця, що їде в човні) що зустрічається у міфах Єгипету про Ра (примордіальний Атум) та Гора. У міру того, як теократія Старого царства набула сили, ранні вірування було впорядковано: Атум надалі індифікувався як Ра-Атум: промені заходу Сонця, а Осіріс став божественним спадкоємцем сили Атума на Землі що передав свій божественний авторитет своєму сину Гору.
Протоіндоєвропейська релігія містить сонячну колісницю: Сонце що об'їжджає небо в колісниці — у слов'янській міфології це Дажбог, у скандинаво-германів Сол, у ведах Сур'я, в грецькій Геліос тощо.